# Patrick Melrose
Patrick Melrose är en brittisk dramaserie vars första och enda säsong hade premiär den 12 maj 2018. Säsongen bestod av fem avsnitt.

## Handling
Serien kretsar kring en människas resa från en traumatisk barndom till en ung mans drogberoende och hans tillfrisknande.

## Rollista (i urval)
- Benedict Cumberbatch - Patrick Melrose
  - Sebastian Maltz - Patrick Melrose, som ung
- Jennifer Jason Leigh - Eleanor Melrose
- Hugo Weaving - David Melrose
- Jessica Raine - Julia
- Pip Torrens - Nicholas Pratt
- Prasanna Puwanarajah - Johnny Hall
- Holliday Grainger - Bridget Watson Scott
- Indira Varma - Anne Moore
- Anna Madeley - Mary Melrose
- Blythe Danner - Nancy
- Celia Imrie - Kettle
- Harriet Walter - Princess Margaret
- Allison Williams - Marianne
- Morfydd Clark - Debbie Hickman